# Čekanov
Čekanov (německy Tschekanow) je malá vesnice, část obce Úžice v okrese Kutná Hora. Nachází se asi dva kilometry severozápadně od Úžice. Čekanov je také název katastrálního území o rozloze 2,96 km².

## Historie
První písemná zmínka o vesnici pochází z roku 1399.